# Klaus-Dieter Derow
Klaus-Dieter Derow (* 25. November 1948 in Minden; † 7. Juni 2021 in Minden-Meißen) ist ein ehemaliger deutscher Fußballspieler.

## Werdegang
Der Torwart Klaus-Dieter Derow begann seine Karriere beim SV Porta Neesen. Im Jahre 1976 wechselte er zum SC Herford, mit dem er im Jahre 1976 in die 2. Bundesliga aufstieg. Er gab sein Zweitligadebüt am 14. August 1976 beim 3:1-Sieg der Herforder gegen die SG Wattenscheid 09. Im Sommer 1978 stieg Derow mit den Herfordern in die neu geschaffene Oberliga Westfalen ab und schaffte in der folgenden Saison den direkten Wiederaufstieg. Verletzungsbedingt musste er seine Karriere beenden und wurde Trainer. Er betreute den SV Weser Leteln, den TuS Petershagen und den TuS Porta Westfalica.